# Liste lateinischer Präfixe
Diese Liste bietet Präfixe aus der lateinischen Sprache, die in vielen deutschen und anderssprachigen Fremdwörtern vorkommen. Die meisten dieser Präfixe basieren auf eigenständigen lateinischen Vokabeln, zumeist auf Präpositionen; einige wie bi- oder re- kommen aber auch im Lateinischen nur als Präfixe vor.
Endet das Präfix auf einen Konsonanten, kann er durch Assimilation variieren: Aus dem schwer auszusprechenden *Sub-fix wurde so das Suffix, aus dem *Konlateral- der Kollateralschaden. Die Tabelle bietet das Präfix, die lateinische Vokabel, von der es abgeleitet wurde, seine Bedeutung im deutschen Fremdwort und einige Beispiele.
| Präfix                             | Vokabel  | Bedeutung                                                      | Derivate |
| ---------------------------------- | -------- | -------------------------------------------------------------- | --- |
| ab- (a-, abs-)                     | a, ab    | ab-, weg-                                                      | Abitur, Ablativ, absolut, Absolvent, Abstraktion, Abszess |
| ad- (ac-, af-, ag-, ap-, at-, as-) | ad       | heran, hinzu, dabei                                            | Adaptation, Addition, Adhäsion, Adjektiv, Adoption, Adoration, Adsorption, Advokat, Affinität, Affix, Aggregat, Akquisition, Akzeptanz, Akzeptor, Akzise, Apposition, Assimilation, Assoziation, Attraktion |
| ambi- (amb-)                       | ambo     | herum, von zwei/mehreren Seiten                                | Ambidexter, Ambiente, Ambigramm, Ambiguität, Ambition, Ambivalenz |
| ante- (anti-)                      | ante     | voraus, vor-                                                   | Antezedens, Antizipation |
| aequi-                             | aequus   | gleich                                                         | Äquidistanz, Äquifinalität, Äquilibration/Äquilibrierung, Äquimolar, Äquipartition, Äquipollenz, Äquipotential, Äquivalenz, äquivariant, Äquivokation |
| bi-                                | bis      | zwei-, beid-                                                   | Biathlon, Bigamie, bikonkav, bikonvex, bilateral, Bimetall, Bipolarität, Bisexualität, Bizeps |
| circum-                            | circum   | ringsum                                                        | Zirkumpolar, Zirkumzision |
| cis-                               | cis      | diesseits                                                      | zisalpinisch (diesseits der Alpen), Cisdanubien, Cisjordanien, Cisleithanien, Cispadanische Republik, Cisrhenanische Republik, Cis-trans-Isomerie, Cisuralium |
| con- (co-, col-, com-, cor-)       | cum      | mit-, zusammen, völlig                                         | Koalition, Koautor, Koinzidenz, Kollegium, Kommilitone, Kommunismus, Kondensator, Konferenz, Konstante, Kontraktion, Korrosion, Korruption |
| contra-                            | contra   | gegen                                                          | Kontrabass, kontrafaktisch, Kontraindikation, kontraproduktiv, Kontrapunkt; siehe auch Contra/Kontra und Konter |
| de-                                | de       | ab-, weg-, herab                                               | Deduktion, Definition, Defizit, Deflation, Defloration, Depression |
| dextro-                            | dexter   | rechts                                                         | Dextrokardie, Dextrose |
| dis- (di-, dif-, dir-)             | –        | auseinander, un-, zer-                                         | Differenz, Diffusion, Distanz, Distribution, Division |
| ex- (e-, ef-)                      | e, ex    | aus, heraus, empor-, er-, sehr, ziemlich, ent-                 | Edition, Effizienz, Emission, Examen, Exemplar, Exerzitien, Exklusion |
| extra-                             | extra    | außerhalb                                                      | extragalaktisch, Extrapolation |
| 1in- (il-, im-, ir-)               | in       | in, an, auf, hinein                                            | illuminieren, Illusion, Implantat, implizit, Index, Inklusion, Inspektion, Instanz, Institut, Instruktion, Intention, Intonation, Invasion, Inventar, Inventur, Investition, Irritation |
| 2in- (il-, im-, ir-)               | –        | nicht, ohne, un-                                               | illegal, illegitim, illoyal, Immobilie, Imperfekt, Impotenz, inexakt, Inexistenz, informell, Inkonsequenz, inkorrekt, irrational, irreal, irregulär, Irrelevanz |
| infra-                             | infra    | unterhalb                                                      | Infrarot, Infraschall, Infrastruktur |
| inter-                             | inter    | zwischen, mitten                                               | Interaktion, InterCity, Interdependenz, interdisziplinär, interkontinental, international, Internet, Interpunktion, Interregnum, Intersexualität, Intersubjektivität, Intervall, Intervention, Interview |
| intra-                             | intra    | innerhalb                                                      | intrakutan, intramuskulär, intrauterin, intrazellulär |
| iuxta-, juxta-                     | iuxta    | (dicht) bei, neben                                             | Juxtaglomerulärer Apparat, Juxtaorales Organ, Juxtaposition |
| laevo-                             | laevus   | links                                                          | Laevokardiogramm |
| multi-                             | multi    | viele, vielfach                                                | multifaktoriell, Multimillionär, Multiplikation, Multivitaminsaft |
| non-                               | non      | nicht, un-                                                     | Nonsens, Nonstop, nonverbal |
| ob- (of-, op-)                     | ob       | entgegen, zu                                                   | Obduktion, Objekt, Oblate, Obligation, Obliteration, Observation, Obsession, Obstipation, Obstruktion, Offensive, Opposition |
| omni-                              | omnis    | alles, jeder, ganz                                             | Omnipotenz, Omnipräsenz |
| paeni- (paen-, pen-)               | paene    | beinahe, fast                                                  | Paenibazillus, Paenultima, Paenungulata, Peninsula, Penumbra |
| per-                               | per      | durch, umher                                                   | Perfekt, Permanenz, Perforation, Permeabilität |
| post-                              | post     | nach, hinter                                                   | Postdemokratie, postfaktisch, Postfeminismus, Postfix, postglazial, Posthumanismus, postkarbonisch, Postkolonialismus, Postkommunismus, postkulmisch, Postmarxismus, Postmaterialismus, Postmoderne, postmortal, postnatal, postoperativ, Postposition, postpubertär, Postsozialismus, posttertiär, posttraumatisch, postvariszisch, Postzionismus |
| prae-                              | prae     | vor, vorzeitig                                                 | Präferenz, Präfix, Präludium, Prämisse, Präparat, Präposition, Präsentation, Präservativ, Präsident, Prävalenz, Prävention, Präzedenz, Präzession |
| praeter-                           | praeter  | vorbei                                                         | Präterismus, Präteritum |
| pro- (prod-)                       | pro      | vorwärts, vor-, hervor, anstatt, für                           | Produkt, Profession, Profit, Progression, Prohibition, Projekt, Promiskuität, Promotion, Pronomen, Propeller, Proportion, Prostitution, Protest, Provision, Provokation, Prozedere, Prozedur, Prozent, Prozess |
| re- (red-)                         | –        | zurück, wieder                                                 | Redaktion, redundant, Reflex, Reflexion, reflexiv, Reflux, Refraktion, Regress, rekonvaleszent, Rekrut, Revolver, Rezept, rezitieren |
| sē-                                | sē (sēd) | ohne; beiseite, weg                                            | security, Sekretion, Selektion, Separation, Sezession |
| semi-                              | –        | halb                                                           | semianalytisch, Semifinale, Semikolon, Semilunarklappe, Semi-Oper, Semipermeabilität, semipräsidentiell, semi-probabilistisch, Semiprofessionalität, Semivokal, Semihydrat |
| sesqui-                            | sesqui   | ein halbmal größer/mehr, in Zusammensetzungen anderthalb       | Sesquialter, sesquilinear, Sesquioxide, Sesquiterpene |
| sub- (suf-, sug-, sur-, su-, sus-) | sub      | unter                                                          | Subdominante, Subjekt, Subjektivität, Subkultur, sublunar, Subsidiarität, subsolar, Suffix, Suggestion, Surrogat, suspekt, Suspension |
| super-                             | super    | über                                                           | Superintendent, Superlativ, Supernova, Superposition, Superstrat, Supervision, Superorganismus |
| supra-                             | supra    | oberhalb, darüber                                              | Suprafacial, Suprafluidität, Supraleiter, Supranationalität |
| trans- (tra-, tran-)               | trans    | über, hinüber, jenseits, auf die andere Seite, hindurch, durch | Trajekt, Transfer, Transformation, Transgeschlechtlichkeit, Transgression, Transhimalaya, Transidentität, Transistor, Transit, Transkription, transkristallin, Transkulturation, Transmission, Transpiration, Transport, Transuran, Transsylvanien, Transversale, Transzendenz                                                                     |
| ultra-                             | ultra    | jenseits, über … hinaus                                        | ultrabornologisch, Ultrafilter, ultramarin, ultramontan, Ultraschall, Ultraviolett |
| vē- (vae-)                         | –        | schlecht, schlimm                                              | vēpallidus (vaepallidus; deutsch totenbleich) |